# بمان (ترانه بلک‌پینک)
«بمان» (انگلیسی: Stay) ترانه‌ای از گروه دخترانهٔ کره‌ای بلک‌پینک است و توسط وای‌جی انترتینمنت همراه با «بازی با آتش»، به عنوان تک‌آهنگ دیجیتال اسکوئر تو، در ۱ نوامبر ۲۰۱۶ منتشر شد. این ترانه در جایگاه شماره ۱۰ جدول دیجیتال گائون قرار گرفت.